# Porta (Románia)
Porta (románul: Poarta) egykoron önálló település Brassó megyében, Romániában. Jelenleg Törcsvár része.

## Története
1850-ben 773 lakosából 748 román, 1 magyar, 24 cigány volt. Az 1880-ban végzett népszámláláskor 822 lakosa volt. Ebből 777 volt román, 28 magyar és 13 német volt.